# Villa Epecuén
Villa Epecuén este un oraș-fantomă în departamentul Adolfo Alsina, provincia Buenos Aires, Argentina.